# Moses Isserles
Moses ben Israel Isserles (héberül: משה בן ישראל איסרלישׂ), gyakran csak Moses Isserles, másik nevén Remá (héberül: רמ"א), (Krakkó, 1520. február 22. – Krakkó, 1572. május 11.) kora újkori lengyelországi zsidó hittudós.
Krakkó és Kazimierz városában működött rabbiként. Mappá ('Abrosz') című művében a német-francia zsidó teológiai iskola hagyományaival egészítette ki az ezt az anyagot figyelembe nem vevő Sulchán Áruchot. A műben záradékokkal, a szokásokat felölelő jegyzetanyaggal kíséri Joszéf Kárót. A toldalékok a Sulchán Áruch 1571-es krakkói kiadásában jelentek meg először. A Darké Móse Jákob ben Áser Turimját magyarázza nagy jelentőséget tulajdonítva a hitéleti szokásnak (héb. minhag), egyben kritizálva Joszéf Káró másik művét, a Bát Jószéf című Turim-kommentárt. A Tórat Chatosz (más néven Isszur ve-hetter) Düreni Izsák Sááré Duraja nyomán készült szertartástan, míg a Megillat Szetárim néhány talmudi traktátus magyarázata. Fennmaradt 132 responzuma, melyek elfogulatlanságáról és kultúrérzékéről tanúskodnak. Ezek a responzumok később a zsidó vallásos élet egyik legfőbb szabályozóivá váltak.
Isserles megengedi a héber nyelven írt világi könyvek szombaton való olvasását, és – egyes zsidó hittudósoktól eltérően – lelkesedik a filozófiáért, amellyel éppen szombatonként és ünnepeken sem szégyell foglalkozni. Szószólója a világi műveltségnek, jelentős csillagászati és történelmi tudása. Kommentálta Theoricajában Frohbach csillagászati művét, kiegészítette Ábrahám Zacuto krónikáját, jegyzetekkel látta el Maimonidész Móré Nubukhimját, illetve Sém Tób és Prófiat Durán (Efódi) ahhoz készült kommentárjait. Tudományos gondolkodásából ered, hogy elítéli a pilpult, természetes, egyszerű talmudtanulmányozást követel meg tanítványaitól. Ő inspirálta tanítványát, David Gansot történelmi művének megírására. Tórat Ha-ólaja a jeruzsálemi szentély beosztásának és felszerelésének filozofikus magyarázata Maimonidész alapjánː még ott is elfogadja Maimonidész adatait, ahol azok ellenkeznek magával a Talmuddal. A dogmák megállapításánál azonban Isserles Maimonidésztől eltérve Joszéf Albót használja. A Mechír jájinban filozófiai képletezéssel az emberi élet allegóriáját látja a bibliai Eszter könyvében.
Bár Isserles elítéli a kabbalát, de nem tud szabadulni a korszellem hatásától. Így gyakran bukkanni kabbalikus értelmezésre műveiben, például a Tórát Ha-ólában a Zóhárt sínai-hegyi kinyilatkozatatásnak tartja (bár haláchikus kérdésekben a Zóhár ellen dönt).